# Campionatul European de Scrimă din 2005
Campionatul European de Scrimă din 2005  s-a desfășurat în perioada 27 iunie-3 iulie la Zalaegerszeg în Ungaria.

## Rezultate

### Masculin
| Probă             | Aur                                                                          | Argint                                                                  | Bronz                                                                               |
| Spadă             | Tomasz Motyka (POL)                                                          | Pavel Kolobkov (RUS)                                                    | Denis Mathieu (FRA) · Dmîtro Ciumak (UKR)                                           |
| Spadă pe echipe   | Polonia Tomasz Motyka Adam Wiercioch Robert Andrzejuk Krzysztof Mikołajczak  | Ucraina Dmîtro Ciumak Maksîm Hvorost Aleksandr Horbaciuk Vitalii Oșarov | Ungaria Géza Imre Gábor Boczkó Attila Fekete Iván Kovács                            |
| Floretă           | Andrea Cassarà (ITA)                                                         | Serghei Tihonov (RUS)                                                   | Andrea Baldini (ITA) · Jérôme Jault (FRA)                                           |
| Floretă pe echipe | Italia Andrea Baldini Andrea Cassarà Salvatore Sanzo Simone Vanni            | Rusia Maksim Bobok Andrei Deev Artiom Sedov Serghei Tihonov             | Franța Loïc Attely Jérôme Jault Térence Joubert Marcel Marcilloux                   |
| Sabie             | Aldo Montano (ITA)                                                           | Zsolt Nemcsik (HUN)                                                     | Steven Bauer (GER) · Nicolas Lopez (FRA)                                            |
| Sabie pe echipe   | Rusia Stanislav Pozdniakov Aleksei Iakimenko Aleksei Diacenko Dmitri Aibușev | Polonia Marcin Koniusz Patryk Palasz Adam Skrodzki Rafał Sznajder       | România · Mihai Covaliu · Rareș Dumitrescu · Constantin Sandu · Alexandru Sirițeanu |

### Feminin
| Probă             | Aur                                                                                | Argint                                                                       | Bronz                                                                       |
| Spadă             | Iana Șemiakina (UKR)                                                               | Hajnalka Tóth (HUN)                                                          | Iuliana Măceșeanu (ROU) · Magdalena Grabowska (POL)                         |
| Spadă pe echipe   | Rusia Oksana Ermakova Liubov Șutova Anna Sivkova Evgenia Stroganova                | Polonia Olga Cygan Danuta Dmowska Magdalena Grabowska Beata Tereba           | Ucraina Nadia Kazimirciuk Olha Partala Iana Șemiakina Eva Vîbornova         |
| Floretă           | Sylwia Gruchała (POL)                                                              | Svetlana Boiko (RUS)                                                         | Viktoria Nikișina (RUS) · Valentina Cipriani (ITA)                          |
| Floretă pe echipe | Italia Valentina Cipriani Elisa Di Francisca Margherita Granbassi Ilaria Salvatori | Rusia Svetlana Boiko Ekaterina Iușeva Viktoriia Nîkîșîna Iana Ruzavina       | România · Cristina Ghiță · Cristina Stahl · Roxana Scarlat · Andreea Andrei |
| Sabie             | Ekaterina Fedorkina (RUS)                                                          | Sofia Velikaia (RUS)                                                         | Ilaria Bianco (ITA) · Gioia Marzocca (ITA)                                  |
| Sabie pe echipe   | Franța Anne-Lise Touya Julie Bérengier Léonore Perrus Pascale Vignaux              | Rusia Ekaterina Fedorkina Elena Neceaeva Sofia Velikaia Svetlana Kormilițina | Ucraina Olha Harlan Olena Homrova Darîna Nedașkivska Halîna Pundîk          |

## Clasament pe medalii
| Loc | Țară     | Aur | Argint | Bronz | Total |
| --- | -------- | --- | ------ | ----- | ----- |
| 1   | Italia   | 4   | _      | 4     | 8     |
| 2   | Rusia    | 3   | 7      | 1     | 11    |
| 3   | Polonia  | 3   | 2      | 1     | 6     |
| 4   | Ucraina  | 1   | 1      | 3     | 5     |
| 5   | Franța   | 1   | _      | 4     | 5     |
| 6   | Ungaria  | _   | 2      | 1     | 3     |
| 7   | România  | _   | _      | 3     | 3     |
| 8   | Germania | _   | _      | 1     | 1     |
|     | Total    | 12  | 12     | 18    | 42    |